# Keisuke Honda
Keisuke Honda (født 13. juni 1986) er en japansk fodboldspiller, som spiller offensiv midtbane for AC Milan. Han er også kendt for sine frispark og sine fine dribleevner.
Han har spillet 52 landskampe for Japan siden 2008, og han har vundet AFC Asian Cup i 2011, hvor han også blev kåret til turneringens spiller. Han var en del af Japans VM-trup ved VM i 2010, VM i 2014 og VM  i 2018.